# Cadel Evans Great Ocean Road Race (vrouwen)
De Cadel Evans Great Ocean Road Race is een jaarlijkse eendaagse wielerwedstrijd met start en finish in Geelong, Victoria, Australië. De wedstrijd, vernoemd naar zowel Cadel Evans als de Great Ocean Road -een 243 kilometer lange weg die in Allansford bij Warrnambool zijn eindpunt heeft-, werd voor het eerst georganiseerd in 2015 en diende als afscheidswedstrijd van de voormalig Tourwinnaar Evans. De wedstrijd bestaat uit een wedstrijd voor mannen en vrouwen.

## Geschiedenis
Van 2016-2019 was het een Women Elite koers. In 2020 werd de race opgenomen op kalender van de UCI Women's World Tour. De negen edities werden door negen verschillende vrouwen uit vijf landen gewonnen. De Australische thuisrijdster Amanda Spratt (2016, 2019, 2020, 2023) nam vier keer op het erepodium plaats. Vanwege de coronapandemie werd de wedstrijd in 2021 en 2022 niet verreden. In 2024 werd de wedstrijd onder de noemer Deakin University Elite Women's Road Race verreden.

## Parcours
De start vindt in Geelong plaats en voert eerst naar Barwon Heads (Evans woonplaats in Australië) op het schiereiland Bellarine en vervolgens wordt koers gezet naar Torquay vanaf waar een gedeelte van de Great Ocean Road wordt gevolgd. Bij terugkeer na zo'n 113 kilometer in Geelong wordt door de mannen nog drie keer een plaatselijke omloop gereden van om en nabij 17 à 20 kilometer. De totale lengte bij de mannen varieert tussen de 164 en 174 kilometer. Tot en met 2019 legden de vrouwen enkel de 113 kilometer in lijn af. In 2020 volgde voor het eerst een plaatselijke omloop van acht kilometer.

## Erelijst
| Seizoen | Winnaar              | Tweede               | Derde                 |
| ------- | -------------------- | -------------------- | --------------------- |
| 2015    | Rachel Neylan        | Valentina Scandolara | Tessy Fabry           |
| 2016    | Amanda Spratt        | Rachel Neylan        | Danielle King         |
| 2017    | Annemiek van Vleuten | Ruth Winder          | Mayuko Hagiwara       |
| 2018    | Chloe Hosking        | Gracie Elvin         | Giorgia Bronzini      |
| 2019    | Arlenis Sierra       | Lucy Kennedy         | Amanda Spratt         |
| 2020    | Liane Lippert        | Arlenis Sierra       | Amanda Spratt         |
| 2021    | Niet verreden        | Niet verreden        | Niet verreden         |
| 2022    | Niet verreden        | Niet verreden        | Niet verreden         |
| 2023    | Loes Adegeest        | Amanda Spratt        | Nina Buysman          |
| 2024    | Rosita Reijnhout     | Dominika Włodarczyk  | Cecilie Uttrup Ludwig |
| 2025    | Ally Wollaston       | Karlijn Swinkels     | Noemi Rüegg           |

## Overwinningen per land
| Overwinningen | Land                           |
| ------------- | ------------------------------ |
| 3             | Australië, Nederland           |
| 1             | Cuba, Duitsland, Nieuw-Zeeland |

Mannen: 2015 · 2016 · 2017 · 2018 · 2019 · 2020 · 
2021-2022 · 2023 · 2024 · 2025
Vrouwen: 2015 · 2016 · 2017 · 2018 · 2019 · 2020 · 
2021-2022 · 2023 · 2024 · 2025
World Cup:
1998 · 
1999 · 
2000 · 
2001 · 
2002 · 
2003 · 
2004 · 
2005 · 
2006 · 
2007 · 
2008 · 
2009 · 
2010 · 
2011 · 
2012 · 
2013 · 
2014 · 
2015
World Tour:
2016 · 
2017 · 
2018 · 
2019 · 
2020 · 
2021 ·
2022 ·
2023 ·
2024 ·
2025
Huidige koersen:
Tour Down Under · Cadel Evans Great Ocean Road Race · Ronde van de Verenigde Arabische Emiraten · Omloop Het Nieuwsblad · Strade Bianche · Ronde van Drenthe · Trofeo Alfredo Binda · Classic Brugge-De Panne · Gent-Wevelgem · Ronde van Vlaanderen · Parijs-Roubaix · Amstel Gold Race · Waalse Pijl · Luik-Bastenaken-Luik · Ronde van Chongming · Ronde van het Baskenland · Ronde van Burgos · RideLondon Classique · The Women's Tour · Ronde van Zwitserland · Copenhagen Sprint · Giro Donne · Tour de France Femmes · Ronde van Scandinavië · Classic Lorient Agglomération · Simac Ladies Tour · La Vuelta Femenina · Ronde van Romandië · Ronde van Guangxi
Voormalige koersen:
Philadelphia Cycling Classic · Ronde van Californië · Emakumeen Bira · La Course by Le Tour de France · Open de Suède Vårgårda